# Pogonarthron minutum
Pogonarthron minutum là một loài bọ cánh cứng trong họ Cerambycidae.